# Herinnering aan mijn droeve hoeren
Herinnering aan mijn droeve hoeren (Spaans: Memoria de mis putas tristes) is een novelle uit 2004 van de Colombiaanse Nobelprijswinnaar Gabriel García Márquez, in het Nederlands vertaald door Mariolein Sabarte Belacortu.

## Verhaal
Een oude man vindt liefde aan het einde van zijn leven terwijl hij wacht op zijn dood. Het verhaal gaat over een relatie van liefde en seks tussen een ouder wordende journalist en een kind dat haar maagdelijkheid verkoopt om haar familie te helpen. Het gaat over herinneringen en solidariteit, maar ook over het geluk van de kinderjaren en het vinden van een eerste liefde.

## Verbod in Iran
In Iran werd het boek in oktober 2007 uitgebracht. Binnen drie weken werd daar de oplage van 5.000 exemplaren uitverkocht, waarna het boek werd verboden. Het Ministerie van Cultuur had klachten van conservatieven gekregen die dachten dat het boek prostitutie promootte.